# Jarrillas
Jarrillas är en ort i Mexiko.   Den ligger i kommunen Huanímaro och delstaten Guanajuato, i den centrala delen av landet, 270 km väster om huvudstaden Mexico City. Jarrillas ligger 1 697 meter över havet och antalet invånare är 205.
Terrängen runt Jarrillas är platt söderut, men norrut är den kuperad. Runt Jarrillas är det ganska tätbefolkat, med 104 invånare per kvadratkilometer. Närmaste större samhälle är Abasolo, 11,7 km norr om Jarrillas. Trakten runt Jarrillas består till största delen av jordbruksmark.